# 디지털저작권거래소
디지털저작권거래소(Digital Copyright Exchange, DCE)는 저작권 정보를 수집하여 제공하고 권리자와 이용자간 장르별 온라인 이용계약 체결을 지원하는 서비스이다. 통합저작권관리번호를 부여하여 저작물의 분류를 돕고 있다. 디지털저작권거래소는 저작물의 거래 비용을 줄이고 합법적인 권리 처리를 통해 저작물의 이용 활성화와 건전한 유통기반 조성을 목적으로 하고 있다. 한국저작권위원회가 운영하고 있다.